# Sant Pau de Segúries
Sant Pau de Segúries est une commune d'Espagne dans la communauté autonome de Catalogne, province de Gérone, de la comarque du Ripollès.

## Géographie
Sant Pau de Segúries est une commune située dans les Pyrénées.

## Politique et administration

### Intercommunalité
La commune de Sant Pau de Segúries fait partie de l'intercommunalité du Vall de Camprodon, avec les communes de Camprodon, Llanars, Molló, Setcases et Vilallonga de Ter. Son siège est situé à Camprodon.

## Culture locale et patrimoine

### Lieux et monuments
- L'église Saint-Paul, construite au XVIIe siècle ;
- Le Pont Vieux de la Sala, dont ne subsistent que deux piliers ;
- Le pont de la Sala ;
- Le pont de Sant Pau de Segúries ;
- La ferme de La Rovira, construite au XVIIIe siècle.